# Syzygium conglobatum
Syzygium conglobatum är en myrtenväxtart som beskrevs av Elmer Drew Merrill. Syzygium conglobatum ingår i släktet Syzygium och familjen myrtenväxter. Inga underarter finns listade i Catalogue of Life.